# ジョセフ・エンゲルバーガー
ジョセフ・フレデリック・エンゲルバーガー（Joseph Frederick Engelberger、1925年7月26日 - 2015年12月1日）は、アメリカ合衆国の技術者、起業家。

## 経歴
『産業用ロボットの父』として知られる人物でジョージ・デボルが1954年に『プログラム可能な物品搬送装置』に出願して1961年に登録されたアメリカ合衆国特許第 2,988,237号を購入して事業化するためにコネチカット州でジョージ・デボルと共に世界で最初の産業用ロボットの製造会社であるユニメーション社を設立して1961年にユニメートを発表した。SF作家のアイザック・アシモフの愛読者だったエンゲルバーガーはロボット事業の可能性を信じた。このユニメートの試作機は真空管を使用していた。当時既にトランジスタは開発されていたものの、開発途上の段階で電磁波等の外乱によって誤作動する可能性があった事も真空管を採用した一因と考えられる。1966年に訪日しており、日本の川崎重工と国産産業用ロボット第1号「川崎ユニメート」を共同開発したことから、日本のロボット産業と製造業にも貢献した恩人とも評価されている。
氏の名前を冠したエンゲルバーガー賞はロボット分野の最高の賞として知られる。
1997年にはロボット産業の創設と全地球的技術パラダイムの創出の功績により、吉川弘之と共に日本国際賞を授与された。

## 著書
- 応用ロボット工学 ジョセフ・F.エンゲルバーガー , 長谷川幸男 朝倉書店 (1984年5月) ISBN 9784254230352